# الأزهر القروي الشابي
الأزهر القروي الشابي من مواليد 7 أكتوبر 1927 بالشابية من ولاية توزر. عُين في 17 يناير 2011 وزيرا للعدل بعد الإطاحة بنظام وحكومة زين العابدين بن علي.

## حياته
درس الأزهر القروي الشابي تعليمه الابتدائي بتوزر، ثم التحق بجامع الزيتونة حيث تحصّل سنة 1952 على شهادة التحصيل العصري. التحق بالمدرسة العليا للحقوق بتونس وتخرج منها عام 1954. انضم للمحكمة الابتدائية بتونس ككاتب، ثم انطلق في مهنة المحاماة منذ 7 أكتوبر 1956. شغل منصب عميد المحامين منذ يوليو 1979 إلى غاية عام 1983، ويعمل كمحام إلى حين تعيينه كوزير للعدل. ويعتبر الشابي من بين الأشخاص الناشطين في مجال الجمعيات والحقوق. يعدّ أحد مؤسّسي ودادية محاميي المغرب العربي سنة 1970 بالجزائر، ومن مؤسسي جمعية المحامين الشبان بتونس. ويذكر أيضا أنّه انضم إلى اتّحاد المحامين العرب والاتّحاد الدولي للمحامين. والشابي متزوج وأب لثلاثة أبناء.

## الوضع الحالي
على إثر توالي الاحتجاجات والاعتصامات في تونس وآخرها كان اعتصام بما يسمى القصبة 3 نسبة إلى مدينة القصبة أين مقر الحكومة، تعرض عدد من الوزراء ومن بينهم الشابي لمطالب منظمي هذا الاحتجاج ألا وهي الاستقالة.
على إثر المظاهرات التي عمت البلاد أخيرا في جل الولايات التونسية وبسبب ضغط الشارع المتواصل على الحكومة المؤقتة، سُربت معلومات مفادها أن الوزير الأول سيقوم بإقالة الشابي وتعويضه بعبد الرزاق الكيلاني عميد هيئة المحامين التونسييين.